# Copiii timpului (roman)
Copiii timpului (în engleză: Children of Time) este un roman științifico-fantastic  din 2015 al scriitorului britanic Adrian Tchaikovsky.
Lucrarea a fost lăudată de Financial Times pentru „abordarea unor teme importante - zei, mesianică, inteligență artificială, extraterestră - cu brio”. 
În august 2016, romanul a fost selectat în lista scurtă de șase lucrări dintr-un total de 113 cărți candidate la premiul Arthur C. Clarke pentru cea mai bună lucrare științifico-fantastică a anului. Directorul programului de premiere a spus că romanul are o „scară universală și un sentiment de uimire care amintește de Clarke însuși”.
În iulie 2017, drepturile de autor au fost luate în considerare pentru o potențială adaptare cinematografică. 
O continuare, Copiii distrugerii, a fost publicată în 2019.

## Prezentare
Intriga cărții implică o exoplanetă locuită de păianjeni evoluați (Portia labiata) înălțată de cercetătoarea umană Avrana Kern și descoperirea lor mult mai târzie de către ultimii oameni în viață din univers de pe nava Ghilgameș. Lucrarea prezintă contrastul dintre dezvoltarea societală a păianjenilor și descendența barbară a echipajului navei stelare a ultimilor oameni. 

## Personaje

### Vechiul Imperiu

#### Dr. Avrana Kern
Un geniu auto-descris hotărât să „creeze o nouă viață simțitoare” după propria imagine a umanității. După distrugerea navei sale petrece mai multe milenii în interiorul unui satelit de observație, planând deasupra singurei lumi pe care a reușit să o însămânțeze cu nano-virusul care editează genele, care face minuni asupra populației de pe planetă.

### Echipajul de peGilgameș

#### Comandantul Guyen
Conducător al navei Gilgameș, este foarte autoritar în privința expediției și a încărcăturii sale umane. După ce Kern îi forțează mâna, Guyen conduce nava într-o altă lume terraformată și descoperă tehnologia experimentală a vechiului imperiu capabilă să încarce o minte umană pe un computer suficient de mare. În cele din urmă devine dedicat unei noi misiuni, încărcându-se pe computerul de pe Gilgameș, ca mijloc de a stabili un control mai ferm asupra navei însăși înainte de a se întoarce în lumea lui Kern.

#### Holsten
Este însărcinat cu interpretarea vechiului limbaj al imperiului, „Imperial C”. Principala responsabilitate a lui Holsten este de a ajuta nava arcă să navigheze prin teritoriile și tehnologia vechiului imperiu, deși în cele din urmă îmbrățișează o misiune superioară, stabilirea unei noi moșteniri culturale pentru umanitate bazată pe narațiunea istorică prin care a trăit în timp ce se afla la bordul lui Gilgameș.

#### Lain
Inginer șef al Gilgameș și eventualul său lider de facto, Lain este deseori obligat să repare nava în fața unor avarii tehnologice aproape insurmontabile. Ea devine liderul spiritual al generațiilor de locuitori de pe Gilgameș după ce și-a petrecut decenii din viață îndrumând și protejând „tribul”, precum și nava în sine. Dacă Guyen este ticălosul din narațiunea istorică a lui Holsten, atunci Lain este cu siguranță eroina.

#### Vitas
Ofițer-șef științific al Gilgameș, este mai mult decât capabilă să realizeze cercetări notabile. Cu toate acestea, curiozitatea sa științifică ambițioasă o face adesea să o ia pe calea greșită. Ea este descrisă de către Holsten ca fiind oarecum robotizată și fără vârstă.

#### Karst
Șeful securității de pe Gilgameș, se dovedește în cele din urmă un lider oarecum precaut prin limitarea accesului la arme în perioadele de confruntare internă de pe navă. Inițial intimidat de pistolarul dur, Holsten ajunge să-l respecte pe Karst până la sfârșitul romanului.

## Primire
A primit Premiul Arthur C. Clarke‎‎.